# برت شیرز
برت شیرز (انگلیسی: Bert Shears; ۱۲ مهٔ ۱۹۰۰ – april quarter ۱۹۵۴ (۵۳−۵۴ سال)) بازیکن فوتبال اهل بریتانیا بود.
از باشگاه‌هایی که در آن بازی کرده‌است می‌توان به باشگاه فوتبال لیورپول اشاره کرد.